# Interact
L'Interact (diminuitivo di International-Action) è un'associazione di club di servizio istituita dal Rotary International nel 1962 per i giovani di età compresa tra i 12 e i 18 anni.
Sebbene ogni club Interact sia sponsorizzato da un Rotary club che fornisce aiuti, consulenza e supervisione, i club Interact si gestiscono da soli e devono essere finanziariamente autosufficienti.
Il motto, per sottolineare l'aspetto giocoso seppur importante del club, è "Serious Fun".
Ogni anno i club Interact devono portare a termine almeno due progetti di servizio, uno dei quali deve avere come obiettivo la diffusione della comprensione e della buona volontà nel mondo. Attraverso questi progetti gli Interactiani sviluppano una rete di amicizie con i club locali e con quelli di altri Paesi.
I club sono circa 20,372 e si trovano in ben 159 paesi, con un totale di 468,556 Interactiani.